# 2023-as Formula–1 São Pauló-i nagydíj
A São Paulo-i nagydíj a 2023-as Formula–1 világbajnokság huszadik futama volt, amelyet 2023. november 3. és november 5. között rendeztek meg az Autódromo José Carlos Pace versenypályán, São Paulóban.

## Választható keverékek
| Abroncs              | Friss | Használt |
| -------------------- | ----- | -------- |
| Kemény keverék (C2)  |       |          |
| Közepes keverék (C3) |       |          |
| Lágy keverék (C4)    |       |          |
| Átmeneti esőgumi (I) |       |          |
| Teljes esőgumi (W)   |       |          |

## Szabadedzés
A São Pauló-i nagydíj szabadedzését november 3-án, pénteken délután tartották, magyar idő szerint 15:30-tól.
| helyezés | versenyző        | csapat/motor          | elért idő | különbség | futott kör |
| -------- | ---------------- | --------------------- | --------- | --------- | ---------- |
| 1        | Carlos Sainz Jr. | Ferrari               | 1:11,732  | −         | 30         |
| 2        | Charles Leclerc  | Ferrari               | 1:11,840  | +0,108    | 32         |
| 3        | George Russell   | Mercedes              | 1:11,865  | +0,133    | 31         |
| 4        | Nico Hülkenberg  | Haas-Ferrari          | 1:11,928  | +0,196    | 19         |
| 5        | Alexander Albon  | Williams-Mercedes     | 1:12,044  | +0,312    | 28         |
| 6        | Lance Stroll     | Aston Martin-Mercedes | 1:12,136  | +0,404    | 26         |
| 7        | Pierre Gasly     | Alpine-Renault        | 1:12,184  | +0,452    | 31         |
| 8        | Csou Kuan-jü     | Alfa Romeo-Ferrari    | 1:12,481  | +0,749    | 27         |
| 9        | Logan Sargeant   | Williams-Mercedes     | 1:12,579  | +0,847    | 30         |
| 10       | Kevin Magnussen  | Haas-Ferrari          | 1:12,592  | +0,860    | 24         |
| 11       | Fernando Alonso  | Aston Martin-Mercedes | 1:12,615  | +0,883    | 28         |
| 12       | Lewis Hamilton   | Mercedes              | 1:12,638  | +0,906    | 30         |
| 13       | Cunoda Júki      | AlphaTauri-Honda RBPT | 1:12,714  | +0,982    | 29         |
| 14       | Daniel Ricciardo | AlphaTauri-Honda RBPT | 1:12,778  | +1,046    | 27         |
| 15       | Esteban Ocon     | Alpine-Renault        | 1:12,779  | +1,047    | 30         |
| 16       | Max Verstappen   | Red Bull-Honda RBPT   | 1:12,793  | +1,061    | 30         |
| 17       | Valtteri Bottas  | Alfa Romeo-Ferrari    | 1:13,012  | +1,280    | 31         |
| 18       | Sergio Pérez     | Red Bull-Honda RBPT   | 1:13,056  | +1,324    | 31         |
| 19       | Lando Norris     | McLaren-Mercedes      | 1:13,629  | +1,897    | 25         |
| 20       | Oscar Piastri    | McLaren-Mercedes      | 1:13,838  | +2,106    | 28         |

## Időmérő edzés
A São Pauló-i nagydíj időmérő edzését november 3-án, pénteken délután tartották volna, magyar idő szerint 19:00-tól, de 15 perces késéssel kezdték meg, mivel a betétesemény törmelékeit el kellett takarítani.
| helyezés              | rajtszám | versenyző        | csapat/motor          | 1. rész  | 2. rész  | 3. rész    | rajthely | futott kör |
| --------------------- | -------- | ---------------- | --------------------- | -------- | -------- | ---------- | -------- | ---------- |
| 1                     | 1        | Max Verstappen   | Red Bull-Honda RBPT   | 1:10,436 | 1:10,162 | 1:10,727   | 1        | 18         |
| 2                     | 16       | Charles Leclerc  | Ferrari               | 1:10,472 | 1:10,303 | 1:11,021   | 2        | 18         |
| 3                     | 18       | Lance Stroll     | Aston Martin-Mercedes | 1:10,551 | 1:10,375 | 1:11,344   | 3        | 16         |
| 4                     | 14       | Fernando Alonso  | Aston Martin-Mercedes | 1:10,557 | 1:10,237 | 1:11,387   | 4        | 18         |
| 5                     | 44       | Lewis Hamilton   | Mercedes              | 1:10,604 | 1:10,266 | 1:11,469   | 5        | 21         |
| 6                     | 63       | George Russell   | Mercedes              | 1:10,340 | 1:10,316 | 1:11,590   | 8[a]     | 21         |
| 7                     | 4        | Lando Norris     | McLaren-Mercedes      | 1:10,623 | 1:10,021 | 1:11,987   | 6        | 13         |
| 8                     | 55       | Carlos Sainz Jr. | Ferrari               | 1:10,624 | 1:10,254 | 1:11,989   | 7        | 20         |
| 9                     | 11       | Sergio Pérez     | Red Bull-Honda RBPT   | 1:10,668 | 1:10,219 | 1:12,321   | 9        | 17         |
| 10                    | 81       | Oscar Piastri    | McLaren-Mercedes      | 1:10,519 | 1:10,330 | idő nélkül | 10       | 15         |
| 11                    | 27       | Nico Hülkenberg  | Haas-Ferrari          | 1:10,475 | 1:10,547 |            | 11       | 15         |
| 12                    | 31       | Esteban Ocon     | Alpine-Renault        | 1:10,763 | 1:10,562 |            | 14[a]    | 15         |
| 13                    | 10       | Pierre Gasly     | Alpine-Renault        | 1:10,793 | 1:10,567 |            | 15[a]    | 14         |
| 14                    | 20       | Kevin Magnussen  | Haas-Ferrari          | 1:10,602 | 1:10,723 |            | 12       | 15         |
| 15                    | 23       | Alexander Albon  | Williams-Mercedes     | 1:10,621 | 1:10,840 |            | 13       | 15         |
| 16                    | 22       | Cunoda Júki      | AlphaTauri-Honda RBPT | 1:10,837 |          |            | 16       | 9          |
| 17                    | 3        | Daniel Ricciardo | AlphaTauri-Honda RBPT | 1:10,843 |          |            | 17       | 6          |
| 18                    | 77       | Valtteri Bottas  | Alfa Romeo-Ferrari    | 1:10,955 |          |            | 18       | 9          |
| 19                    | 2        | Logan Sargeant   | Williams-Mercedes     | 1:11,035 |          |            | 19       | 9          |
| 20                    | 24       | Csou Kuan-jü     | Alfa Romeo-Ferrari    | 1:11,275 |          |            | 20       | 9          |
| 107%-os idő: 1:15,263 |          |                  |                       |          |          |            |          |            |

Megjegyzések:
- ↑ a:  — George Russell, Esteban Ocon és Pierre Gasly két-két rajthelyes büntetést kapott boxutca végi feltartás miatt.[4]

## Sprint szétlövés
A São Pauló-i sprint szétlövést, azaz a sprint verseny időmérő edzését november 4-én, szombaton délután tartották, magyar idő szerint 15:00-tól.
| helyezés              | rajtszám | versenyző        | csapat/motor          | 1. rész  | 2. rész    | 3. rész  | rajthely | futott kör |
| --------------------- | -------- | ---------------- | --------------------- | -------- | ---------- | -------- | -------- | ---------- |
| 1                     | 4        | Lando Norris     | McLaren-Mercedes      | 1:11,824 | 1:11,221   | 1:10,622 | 1        | 15         |
| 2                     | 1        | Max Verstappen   | Red Bull-Honda RBPT   | 1:11,888 | 1:11,262   | 1:10,683 | 2        | 16         |
| 3                     | 11       | Sergio Pérez     | Red Bull-Honda RBPT   | 1:12,218 | 1:11,230   | 1:10,756 | 3        | 16         |
| 4                     | 63       | George Russell   | Mercedes              | 1:11,976 | 1:11,516   | 1:10,857 | 4        | 14         |
| 5                     | 44       | Lewis Hamilton   | Mercedes              | 1:11,870 | 1:11,476   | 1:10,940 | 5        | 14         |
| 6                     | 22       | Cunoda Júki      | AlphaTauri-Honda RBPT | 1:12,358 | 1:11,676   | 1:11,019 | 6        | 12         |
| 7                     | 16       | Charles Leclerc  | Ferrari               | 1:12,107 | 1:11,473   | 1:11,077 | 7        | 15         |
| 8                     | 3        | Daniel Ricciardo | AlphaTauri-Honda RBPT | 1:12,175 | 1:11,423   | 1:11,122 | 8        | 11         |
| 9                     | 55       | Carlos Sainz Jr. | Ferrari               | 1:11,796 | 1:11,491   | 1:11,126 | 9        | 13         |
| 10                    | 81       | Oscar Piastri    | McLaren-Mercedes      | 1:12,356 | 1:11,648   | 1:11,189 | 10       | 14         |
| 11                    | 20       | Kevin Magnussen  | Haas-Ferrari          | 1:12,058 | 1:11,727   |          | 11       | 10         |
| 12                    | 27       | Nico Hülkenberg  | Haas-Ferrari          | 1:12,136 | 1:11,752   |          | 12       | 10         |
| 13                    | 10       | Pierre Gasly     | Alpine-Renault        | 1:12,229 | 1:11,822   |          | 13       | 8          |
| 14                    | 77       | Valtteri Bottas  | Alfa Romeo-Ferrari    | 1:12,303 | 1:11,872   |          | 14       | 8          |
| 15                    | 14       | Fernando Alonso  | Aston Martin-Mercedes | 1:12,224 | idő nélkül |          | 15       | 6          |
| 16                    | 31       | Esteban Ocon     | Alpine-Renault        | 1:12,388 |            |          | 16       | 5          |
| 17                    | 18       | Lance Stroll     | Aston Martin-Mercedes | 1:12,482 |            |          | 17       | 6          |
| 18                    | 24       | Csou Kuan-jü     | Alfa Romeo-Ferrari    | 1:12,497 |            |          | 18       | 5          |
| 19                    | 23       | Alexander Albon  | Williams-Mercedes     | 1:12,525 |            |          | 19       | 5          |
| 20                    | 2        | Logan Sargeant   | Williams-Mercedes     | 1:12,615 |            |          | 20       | 6          |
| 107%-os idő: 1:16,821 |          |                  |                       |          |            |          |          |            |

## Sprintfutam
A São Pauló-i sprintfutamot november 4-én, szombaton délután tartották, magyar idő szerint 19:30-kor.
| helyezés | rajtszám | versenyző        | csapat/motor          | futott kör | idő/kiesés oka | rajthely | pont |
| -------- | -------- | ---------------- | --------------------- | ---------- | -------------- | -------- | ---- |
| 1        | 1        | Max Verstappen   | Red Bull-Honda RBPT   | 24         | 30:07,209      | 2        | 8    |
| 2        | 4        | Lando Norris     | McLaren-Mercedes      | 24         | +4,287         | 1        | 7    |
| 3        | 11       | Sergio Pérez     | Red Bull-Honda RBPT   | 24         | +13,617        | 3        | 6    |
| 4        | 63       | George Russell   | Mercedes              | 24         | +25,879        | 4        | 5    |
| 5        | 16       | Charles Leclerc  | Ferrari               | 24         | +28,560        | 7        | 4    |
| 6        | 22       | Cunoda Júki      | AlphaTauri-Honda RBPT | 24         | +29,210        | 6        | 3    |
| 7        | 44       | Lewis Hamilton   | Mercedes              | 24         | +34,726        | 5        | 2    |
| 8        | 55       | Carlos Sainz Jr. | Ferrari               | 24         | +35,106        | 9        | 1    |
| 9        | 3        | Daniel Ricciardo | AlphaTauri-Honda RBPT | 24         | +35,303        | 8        |      |
| 10       | 81       | Oscar Piastri    | McLaren-Mercedes      | 24         | +38,219        | 10       |      |
| 11       | 14       | Fernando Alonso  | Aston Martin-Mercedes | 24         | +39,061        | 15       |      |
| 12       | 18       | Lance Stroll     | Aston Martin-Mercedes | 24         | +39,478        | 17       |      |
| 13       | 10       | Pierre Gasly     | Alpine-Renault        | 24         | +40,421        | 13       |      |
| 14       | 31       | Esteban Ocon     | Alpine-Renault        | 24         | +42,848        | 16       |      |
| 15       | 23       | Alexander Albon  | Williams-Mercedes     | 24         | +43,394        | 19       |      |
| 16       | 20       | Kevin Magnussen  | Haas-Ferrari          | 24         | +56,507        | 11       |      |
| 17       | 24       | Csou Kuan-jü     | Alfa Romeo-Ferrari    | 24         | +58,723        | 18       |      |
| 18       | 27       | Nico Hülkenberg  | Haas-Ferrari          | 24         | +1:00,330      | 12       |      |
| 19       | 77       | Valtteri Bottas  | Alfa Romeo-Ferrari    | 24         | +1:00,749      | 14       |      |
| 20       | 2        | Logan Sargeant   | Williams-Mercedes     | 24         | +1:00,945      | 20       |      |

## Futam
A São Pauló-i nagydíj futamát november 5-én, vasárnap délután tartották, magyar idő szerint 18:00-kor.
| helyezés | rajtszám | versenyző        | csapat/motor          | futott kör | idő/kiesés oka | rajthely | pont  |
| -------- | -------- | ---------------- | --------------------- | ---------- | -------------- | -------- | ----- |
| 1        | 1        | Max Verstappen   | Red Bull-Honda RBPT   | 71         | 1:26:07,136    | 1        | 25    |
| 2        | 4        | Lando Norris     | McLaren-Mercedes      | 71         | +8,277         | 6        | 19[a] |
| 3        | 14       | Fernando Alonso  | Aston Martin-Mercedes | 71         | +34,155        | 4        | 15    |
| 4        | 11       | Sergio Pérez     | Red Bull-Honda RBPT   | 71         | +34,208        | 9        | 12    |
| 5        | 18       | Lance Stroll     | Aston Martin-Mercedes | 71         | +40,845        | 3        | 10    |
| 6        | 55       | Carlos Sainz Jr. | Ferrari               | 71         | +50,188        | 7        | 8     |
| 7        | 10       | Pierre Gasly     | Alpine-Renault        | 71         | +56,093        | 15       | 6     |
| 8        | 44       | Lewis Hamilton   | Mercedes              | 71         | +1:02,859      | 5        | 4     |
| 9        | 22       | Cunoda Júki      | AlphaTauri-Honda RBPT | 71         | +1:09,880      | 16       | 2     |
| 10       | 31       | Esteban Ocon     | Alpine-Renault        | 70         | +1 kör         | 14       | 1     |
| 11       | 2        | Logan Sargeant   | Williams-Mercedes     | 70         | +1 kör         | 19       |       |
| 12       | 27       | Nico Hülkenberg  | Haas-Ferrari          | 70         | +1 kör         | 11       |       |
| 13       | 3        | Daniel Ricciardo | AlphaTauri-Honda RBPT | 70         | +1 kör         | 17       |       |
| 14       | 81       | Oscar Piastri    | McLaren-Mercedes      | 69         | +2 kör         | 10       |       |
| Ki       | 63       | George Russell   | Mercedes              | 57         | olajnyomás     | 8        |       |
| Ki       | 77       | Valtteri Bottas  | Alfa Romeo-Ferrari    | 39         | hidraulika     | 18       |       |
| Ki       | 24       | Csou Kuan-jü     | Alfa Romeo-Ferrari    | 22         | erőforrás      | 20       |       |
| Ki       | 20       | Kevin Magnussen  | Haas-Ferrari          | 0          | baleset        | 12       |       |
| Ki       | 23       | Alexander Albon  | Williams-Mercedes     | 0          | baleset        | 13       |       |
| Ni[b]    | 16       | Charles Leclerc  | Ferrari               | 0          | baleset        | 2        |       |

Megjegyzések:
- ↑ a:  — Lando Norris a helyezéséért járó pontok mellett a versenyben futott leggyorsabb körért további 1 pontot szerzett.
- ↑ b:  — Charles Leclerc a felvezető körön történt balesete miatt nem indult el a versenyen. A helye a rácson üresen maradt.

## A világbajnokság állása a verseny után
| H   | Versenyzők       | Pont | H   | Konstruktőrök         | Pont |
| --- | ---------------- | ---- | --- | --------------------- | ---- |
| 1.  | Max Verstappen   | 524  | 1.  | Red Bull-Honda RBPT   | 782  |
| 2.  | Sergio Pérez     | 258  | 2.  | Mercedes              | 382  |
| 3.  | Lewis Hamilton   | 226  | 3.  | Ferrari               | 362  |
| 4.  | Fernando Alonso  | 198  | 4.  | McLaren-Mercedes      | 282  |
| 5.  | Lando Norris     | 196  | 5.  | Aston Martin-Mercedes | 261  |
| 6.  | Carlos Sainz Jr. | 192  | 6.  | Alpine-Renault        | 108  |
| 7.  | Charles Leclerc  | 170  | 7.  | Williams-Mercedes     | 28   |
| 8.  | George Russell   | 156  | 8.  | AlphaTauri-Honda RBPT | 21   |
| 9.  | Oscar Piastri    | 87   | 9.  | Alfa Romeo-Ferrari    | 16   |
| 10. | Lance Stroll     | 63   | 10. | Haas-Ferrari          | 12   |

(A teljes táblázat)

## Statisztikák
- Vezető helyen:
  - Max Verstappen: 68 kör (1–56 és 60–71)
  - Lando Norris: 3 kör (57–59)
- Max Verstappen 31. pole-pozíciója és 52. futamgyőzelme.
- Lando Norris 6. versenyben futott leggyorsabb köre.
- A Red Bull Racing 111. futamgyőzelme.
- Max Verstappen 96., Lando Norris 13., Fernando Alonso 106. dobogós helyezése.
- Max Verstappen 17. győzelmével megdöntötte az egy évben megszerzett legtöbb győzelem rekordját.[5]
- Max Verstappen 19. dobogós helyezésével megdöntötte az egy évben megszerzett legtöbb dobogós helyezés rekordját.[6]
- A Red Bull Racing idei 19. győzelmét szerezte meg, amivel beállította a Mercedes 2016-os rekordját.[7]
- Lando Norris 13. dobogós helyezésével beállította Nick Heidfeld rekordját, miszerint ők ketten rendelkeznek a legtöbb pódiummal győzelem nélkül.[7]
- A Williams 800. nagydíjrajtja konstruktőrként.[7]